# Алхасов, Славик Хасрат оглы
Славик Хасрат оглы Алхасов (азерб. Alxasov Slavik Həsrət oğlu; 6 февраля 1993, Гусар) — азербайджанский футболист, защитник клуба «Зиря».

## Биография
Славик Алхасов родился 6 февраля 1993 года в азербайджанском городе Гусар. Футболом начал заниматься с 8 лет. В 2008—2010 годах учился азам футбола в Республиканском олимпийском спортивном лицее города Баку.

### Клубная карьера
Является воспитанником футбольного клуба «Нефтчи». В 2009—2011 годах выступал в составе дублёров бакинской команды, откуда в январе 2011 года, на правах аренды перешёл в команду первого дивизиона чемпионата Азербайджана — ФК «Апшерон». Дебют в новом клубе не удался. Получив травму, разрыв связок, Славик выбыл из строя на 3 месяца, а спустя ещё 2 месяца команда распалась из-за финансовых трудностей.
В том же, 2011 году, Славик Алхасов, вновь на правах аренды переходит в клуб «Сумгаит», ведущий борьбу в азербайджанской Премьер-лиге. Выступает в сумгаитской команде под № 2.
В июле 2013 года руководство сумгаитского клуба продлило контракт в футболистом ещё на один год, до конца сезона 2014 года.
В 2015 году, играя на выезде с «Кяпазом», Славик за две минуты получает два горчичника (на 74-й и 76-й минутах) и удаляется с поля.
В 2016-м году, наряду с Салахатом Агаевым, Агабала Рамазановым и Пардисом Фарджад-Азадом перешёл в столичный «Интер», который сейчас называется «Кешля»
На матч с «Сумгаитом» 6 апреля 2019 года Славик вывел команду в ранге капитана. С капитанской повязкой Алхасов расстался только после перехода в «Сабах».
1 июля 2020 года перешёл в бакинский клуб «Сабах».
В игре 2-го тура против «Габалы» 13 сентября 2020 года получил две жёлтые карточки (на 49-й и 77-й минуте) и был удалён с поля. 24 декабря 2020 года в матче 13 тура против «Сумгаита» на 26-й минуте открыл счёт своим голам за новый клуб.
1 июля 2022 года сменил клуб: теперь он играет в команде «Зиря».
В новом сезоне успел принять участие в двухраундовом противостоянии с израильским «Маккаби». В первом матче вышел на замену на 68-й минуте, а во втором был заменён на 64-й минуте.

### Сборная Азербайджана
Начиная с 2008 года, поочерёдно выступал за три юношеские (U-15, U-17 и U-19) и молодёжную сборную Азербайджана U-21.
Дебют в составе юношеской сборной Азербайджана U-17 состоялся 26 октября 2009 года, во время отборочного матча Чемпионата Европы среди юношей до 17 лет, против сборной Сербии, завершившейся вничью 0:0.
Дебютировал в составе Олимпийской сборной Азербайджана 10 октября 2013 года, в квалификационном матче Чемпионата Европы против сборной Норвегии в городе Драммен, завершившимся победой гостей со счётом 1:3. Отыграл при этом все 90 минут матча.
В 2018 году был вызван в основную сборную Азербайджана на матчи против Кыргызстана, Казахстана и Латвии.

## Достижения
Обладатель Кубка Азербайджана — 2018

## Статистика выступлений
| Клуб             | Сезон            | Лига | Лига | Кубки | Кубки | Еврокубки | Еврокубки | Итого | Итого |
| Клуб             | Сезон            | Игры | Голы | Игры  | Голы  | Игры      | Голы      | Игры  | Голы  |
| ---------------- | ---------------- | ---- | ---- | ----- | ----- | --------- | --------- | ----- | ----- |
| Сумгаит          | 2011/2012        | 20   | 0    | —     | —     | —         | —         | 20    | 0     |
| Сумгаит          | 2012/2013        | 29   | 0    | —     | —     | —         | —         | 29    | 0     |
| Сумгаит          | 2013/2014        | 14   | 0    | —     | —     | —         | —         | 14    | 0     |
| Сумгаит          | Итого            | 63   | 0    | 0     | 0     | 0         | 0         | 63    | 0     |
| Хазар-Ленкорань  | 2013/2014        | 10   | 0    | —     | —     | —         | —         | 10    | 0     |
| Хазар-Ленкорань  | Итого            | 10   | 0    | 0     | 0     | 0         | 0         | 10    | 0     |
| Сумгаит          | 2014/2015        | 31   | 1    | —     | —     | —         | —         | 31    | 1     |
| Сумгаит          | 2015/2016        | 34   | 1    | —     | —     | —         | —         | 34    | 1     |
| Сумгаит          | Итого            | 65   | 2    | 0     | 0     | 0         | 0         | 65    | 2     |
| Кешля            | 2016/2017        | 18   | 1    | —     | —     | —         | —         | 18    | 1     |
| Кешля            | 2017/2018        | 28   | 4    | 4     | 0     | 6         | 0         | 38    | 4     |
| Кешля            | 2018/2019        | 27   | 3    | 2     | 0     | 2         | 1         | 31    | 3     |
| Кешля            | 2019/2020        | 19   | 2    | 2     | 0     | —         | —         | 21    | 2     |
| Кешля            | Итого            | 92   | 10   | 8     | 0     | 8         | 1         | 108   | 11    |
| Сабах            | 2020/2021        | 19   | 2    | —     | —     | —         | —         | 19    | 2     |
| Сабах            | 2021/2022        | 15   | 0    | 3     | 0     | —         | —         | 15    | 0     |
| Сабах            | Итого            | 34   | 2    | 3     | 0     | 0         | 0         | 37    | 2     |
| Зиря             | 2022/2023        | 0    | 0    | 0     | 0     | 2         | 0         | 2     | 0     |
| Зиря             | Итого            | 0    | 0    | 0     | 0     | 2         | 0         | 2     | 0     |
| Всего за карьеру | Всего за карьеру | 264  | 14   | 11    | 0     | 10        | 1         | 285   | 15    |